# Paradosso di Quine
Il Paradosso di Quine è un paradosso che riguarda i valori di verità, attribuito a Willard Van Orman Quine. È un problema correlato al paradosso del mentitore e si propone di mostrare che una frase può essere paradossale pur non essendo auto-referenziale e non usando pronomi dimostrativi o deittici (ossia non si riferisce esplicitamente a se stessa). Si può esprimere il paradosso come segue:
"è falsa se preceduta dalla sua citazione" è falsa se preceduta dalla sua citazione.
Qualora non fosse ancora chiaro,  si considerino le parti via via più estese della descrizione del paradosso sopra riportata:
frase = è falsa se preceduta dalla sua citazione
la sua citazione = "è falsa se preceduta dalla sua citazione"
frase preceduta dalla sua citazione = "è falsa se preceduta dalla sua citazione" è falsa se preceduta dalla sua citazione.
Alla luce di ciò, si può riconsiderare la descrizione del paradosso; si può dire che essa asserisce quanto segue:
La frase "'è falsa se preceduta dalla sua citazione' è falsa se preceduta dalla sua citazione" è falsa.
In altre parole, la frase implica che essa è falsa, il che è paradossale, dato che se è falsa, allora quanto afferma dev'essere vero.